# Coopers Creek (Nouvelle-Zélande)
Coopers Creek est une petite localité rurale située dans le District du Waimakariri, dans l’île du Sud de la Nouvelle-Zélande.

## Situation
La localité a huit routes mais pas de magasins.
Il y a alentour des montagnes et des chemins de randonnées .

## Population
En 1901, Coopers Creek avait une population de 168 habitants .

## Climat
La température moyenne en été est de 16,2 °C, et en hiver est de 5,9 °C .
| Mois      | température moyenne |
| --------- | ------------------- |
| Janvier   | 16,8 °C             |
| Février   | 16,3 °C             |
| Mars      | 14,6 °C             |
| Avril     | 11,6 °C             |
| Mai       | 8,3 °C              |
| Juin      | 5,8 °C              |
| Juillet   | 5,3 °C              |
| Août      | 6,5 °C              |
| Septembre | 8,9 °C              |
| Octobre   | 11,2 °C             |
| Novembre  | 13,3 °C             |
| Décembre  | 15,5 °C             |